# Jantschukan
Jantschukan (russisch Янчукан) ist eine Siedlung städtischen Typs in der autonomen Republik Burjatien (Russland) mit 392 Einwohnern (Stand 14. Oktober 2010).

## Geographie
Die Siedlung liegt am östlichen Ende der Oberen Angarasenke, wenige Kilometer oberhalb der Stelle, an der die Obere Angara aus ihrem engen Tal zwischen Deljun-Uran-Gebirge im Norden und Nördlichem Mujagebirge (Seweromuisker Gebirge) im Süden in die relativ ebene Senke hervortritt. Die zwei in diesem Gebiet etwa 2000 Meter hohen Bergketten gehören zum System des Stanowoihochlandes. Jantschukan liegt etwa 600 Kilometer (Luftlinie) nordöstlich der Republikhauptstadt Ulan-Ude.
Die Siedlung gehört zum Rajon Sewero-Baikalski, dessen Verwaltungszentrum  Nischneangarsk gut 200 Kilometer entfernt in südwestlicher Richtung liegt.

## Geschichte
Der Ort entstand Ende der 1970er Jahre am linken Ufer der Oberen Angara im Zusammenhang mit dem Bau der Baikal-Amur-Magistrale (BAM), westlich ihrer Durchquerung des Nördlichen Mujagebirges mit dem Seweromuisker Tunnel.
1982 wurde der Status einer Siedlung städtischen Typs verliehen. Der reguläre Bahnverkehr auf dem gesamten Streckenabschnitt zwischen Baikalsee (Sewerobaikalsk) und Nowaja Tschara im Norden Transbaikaliens wurde 1989 aufgenommen. Nach Fertigstellung der Bahnstrecke sowie infolge der Wirtschaftskrise ab dem Ende der 1980er Jahre verließen fast zwei Drittel der Einwohner den entlegenen Ort.

### Bevölkerungsentwicklung
| Jahr | Einwohner |
| ---- | --------- |
| 1989 | 1462      |
| 2002 | 539       |
| 2010 | 392       |

Anmerkung: Volkszählungsdaten

## Wirtschaft und Infrastruktur
In Jantschukan befindet sich eine Station der Baikal-Amur-Magistrale (Streckenkilometer 1315 ab Taischet), die den einzigen Wirtschaftsfaktor darstellt. Die Station heißt Kjuchelbekerskaja, nach dem russisch-deutschbaltischen Lyriker und Dekabristen Wilhelm Küchelbecker (russisch Kjuchelbeker), der 1846 in sibirischer Verbannung starb.
Durch die Siedlung führt auch die der Bahnstrecke folgende Straße.